# 肯尼亚卫生部
肯尼亚卫生部（[Ministry of Health] 错误：{{Lang}}：对于代码：en，字母：link 无法识别（帮助））是肯尼亚共和国的政府部门。总部位于内罗毕市的Afya。现任部长是穆塔希·卡圭。

## 历史
肯尼亚卫生部的历史可以追溯到英属东非的殖民时代。独立后该部最初被命名为卫生和住房部。首任部長是恩乔罗格·蒙加伊博士。
2008年，联合政府成立，肯尼亚卫生部划为公共卫生部和医疗服务部。然而这种情况只持续了四年，2013年新联合政府成立后，各部门又统一合并为卫生部。
2017年5月9日，美国因腐败指控暂停了对肯尼亚卫生部2100万美元的资助。

## 下属机构
卫生部在组织内设有 6 个部门，专注于各自的部门，由医疗服务署署长、首席秘书和内阁秘书监督。
- 预防和促进健康部

- 治疗和康复健康服务部

- 标准与质量保证与法规部

- 规划与卫生财政司

- 卫生部门协调和政府间部

- 行政事务部